# Pourçain
Pour les articles homonymes, voir Saint-Pourçain.
Pourçain, aussi appelé Portien ou Porcianus voire Portianus, est un ermite du VIe siècle. Ancien esclave gallo-romain affranchi d'un maître brutal, Mangulfus (propriétaire wisigoth de Louchy), il fonde le monastère de Mirandense sur les bords de la Sioule dont il devient ensuite l'abbé et où il se retire, dans l'actuel bourg de Saint-Pourçain-sur-Sioule (Allier). Il s'oppose alors au roi mérovingien pour demander la liberté des esclaves d'Auvergne.
Inscrit au Martyrologe romain, il est fêté localement le 24 novembre. Son véritable nom a été oublié : il est désigné par son fonction, gardien de pourceaux.
Sa vie et ses miracles ont été lithographiés par Achille Allier, en 1854. Le miracle le plus spectaculaire se produit en 524 lors du passage de Thierry, fils aîné de Clovis. Ce dernier s'est engagé à épargner la ville de Clermont, mais pas les riches campagnes environnantes. L'abbé de Mirandense, pressentant le danger, décide d'aller sur le campement de Thierry. Saint Pourçain, présent sur les lieux, bénit un vase plein de vin qui se brise et on vit alors sortir un énorme serpent. Cette scène interpelle Thierry qui décide d'écouter le vieillard : il rend ainsi la liberté à une partie des prisonniers et décide de traverser la région sans dommage.
Il est honoré dans plusieurs églises du Bourbonnais, certaines lui étant consacrées : l'église Saint-Pourçain de Louchy-Montfand, et celles de Marigny, Naves et Monestier, toutes les quatre situées dans le département de l'Allier.
Outre Saint-Pourçain-sur-Sioule, on retrouve son nom dans la commune de Saint-Pourçain-sur-Besbre et l'ancienne commune de Saint-Pourçain-Malchère, trois communes également situées dans l'Allier. 
Pourçain meurt dans son monastère en novembre 532. Ses reliques conservées dans deux châsses ont fait l'objet de vénération de fidèles. La ville entournant le monastère prit son nom et porte, aujourd'hui, le nom  de Saint-Pourçain-sur-Sioule. 